# Lintjärnen (Mora socken, Dalarna, 677267-142571)
Lintjärnen är en sjö i Mora kommun i Dalarna och ingår i Dalälvens huvudavrinningsområde. Sjön har en area på 0,566 kvadratkilometer och ligger 194,3 meter över havet.

## Delavrinningsområde
Lintjärnen ingår i det delavrinningsområde (677315-142719) som SMHI kallar för Utloppet av Lintjärnen. Medelhöjden är 201 meter över havet och ytan är 7,67 kvadratkilometer. Det finns inga avrinningsområden uppströms utan avrinningsområdet är högsta punkten. Vattendraget som avvattnar avrinningsområdet har biflödesordning 2, vilket innebär att vattnet flödar genom totalt 2 vattendrag innan det når havet efter 327 kilometer. Avrinningsområdet består mestadels av skog (77 procent). Avrinningsområdet har 0,55 kvadratkilometer vattenytor vilket ger det en sjöprocent på 7,1 procent.